# Acroechinoidea
Infra-classe
Les Acroechinoidea sont une infra-classe d'oursins au sein de la sous-classe des oursins (Euechinoidea).

## Systématique
Ce taxon a été confirmé par Andreas Kroh (d) et Andrew Benjamin Smith (d) (2010), mais n'est pas encore reconnu par toutes les bases de données phylogénétiques comme ITIS.

## Caractéristiques
Ce clade comporte des oursins réguliers, de forme globulaire avec la bouche centrée sur la face inférieure et l'anus à l'opposé, au sommet. Ces oursins ont cinq (parfois moins) paires de plaques ambulacraires autour du péristome, et un test suturé plutôt qu'imbriqué.
Ce groupe est apparu à la fin du Trias, et comporte encore de nombreuses espèces abondantes à l'heure actuelle, principalement dans l'ordre des Diadematoida. Ce groupe est considéré comme l'un des plus basals au sein des oursins réguliers, proche des Echinothurioida. 

## Classification
Liste des ordres selon World Register of Marine Species (19 novembre 2013) : 
- ordre Aspidodiadematoida Kroh & Smith, 2010
- ordre Diadematoida Duncan, 1889
- ordre Micropygoida Kroh & Smith, 2010
- ordre Pedinoida Mortensen, 1939
- famille fossile Pelanechinidae Groom, 1887 †
- genre fossile Pedinothuria Gregory, 1897 †

Tous ces ordres ne contiennent qu'une seule famille actuelle. 

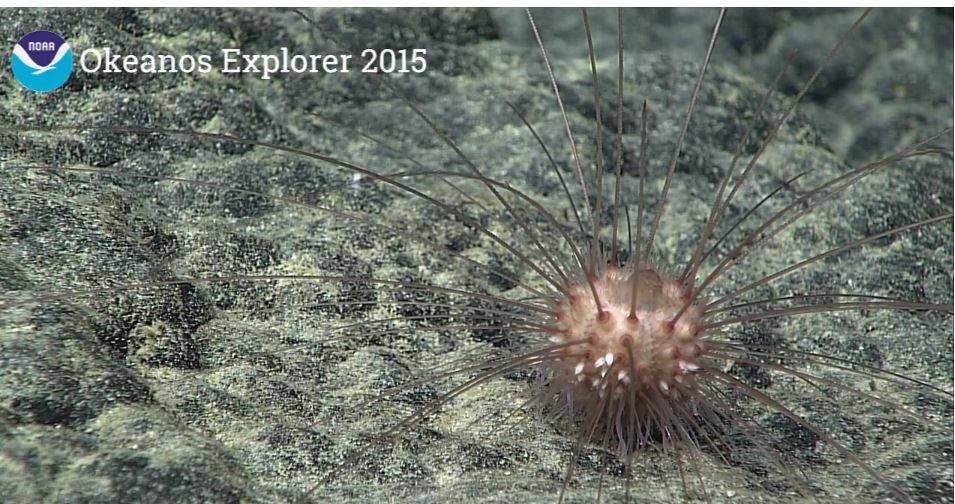
Aspidodiadema hawaiiensis (Aspidodiadematoida)
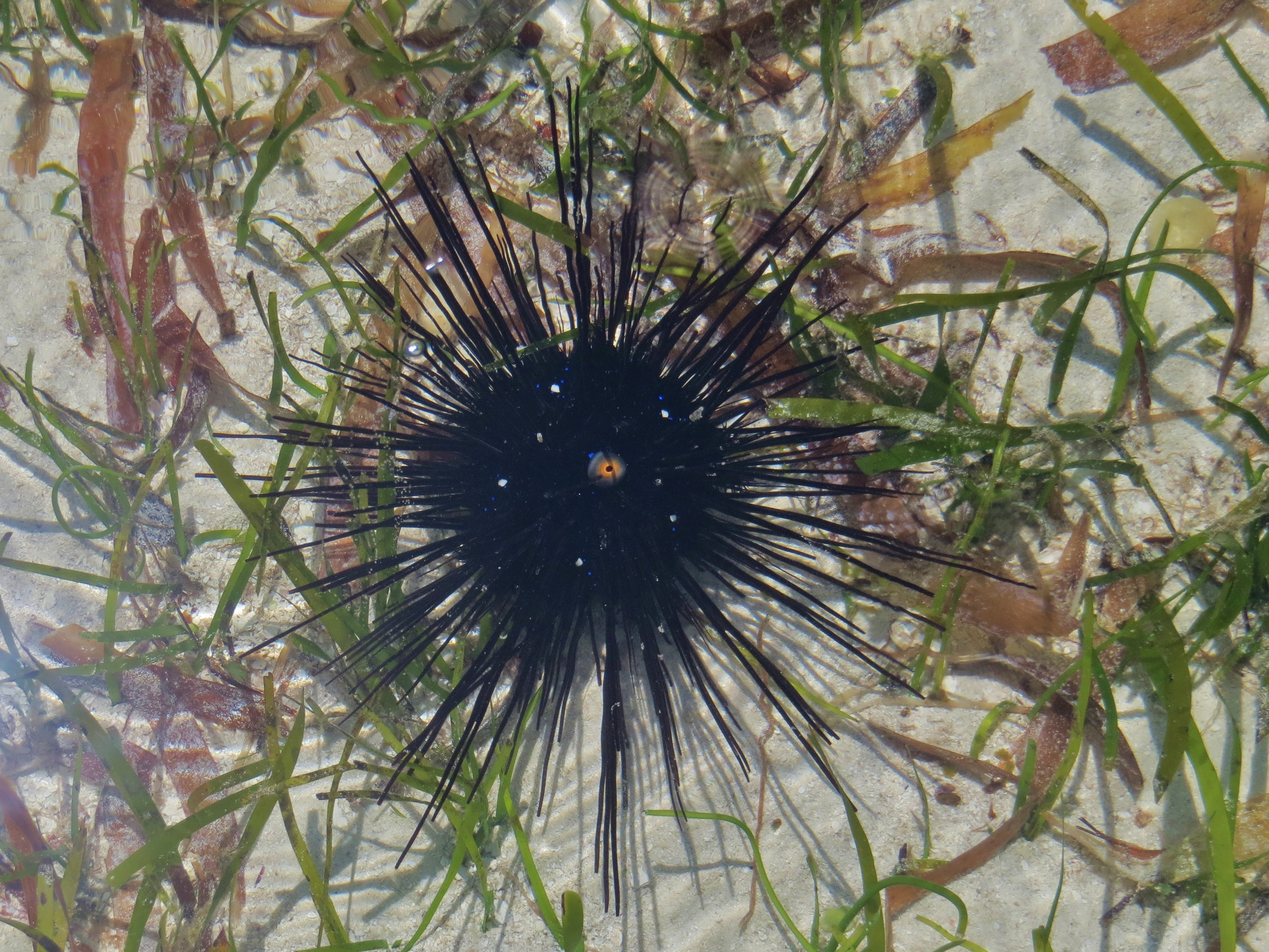
Diadema setosum (Diadematoida)
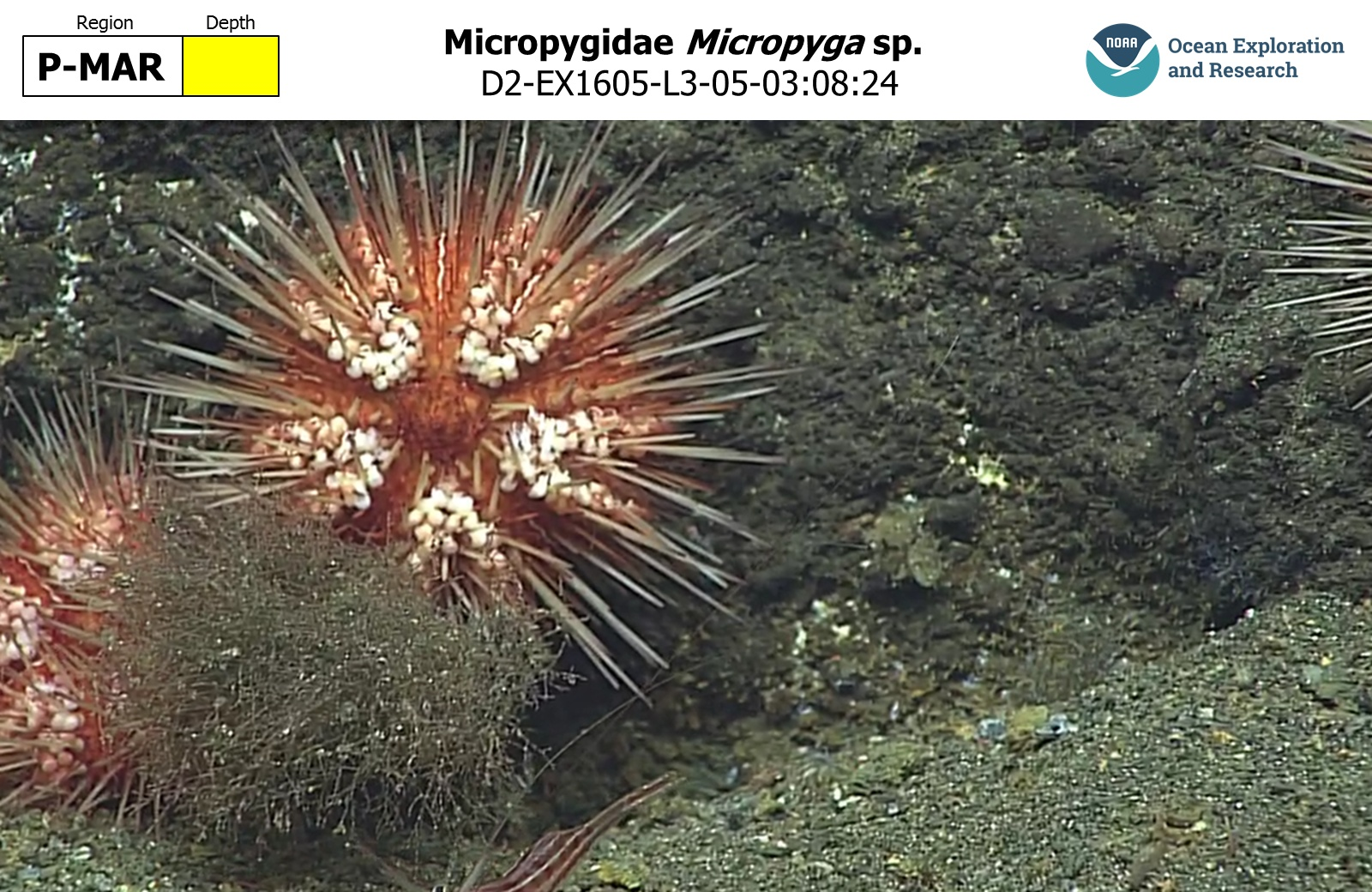
Micropyga sp. (Micropygoida)
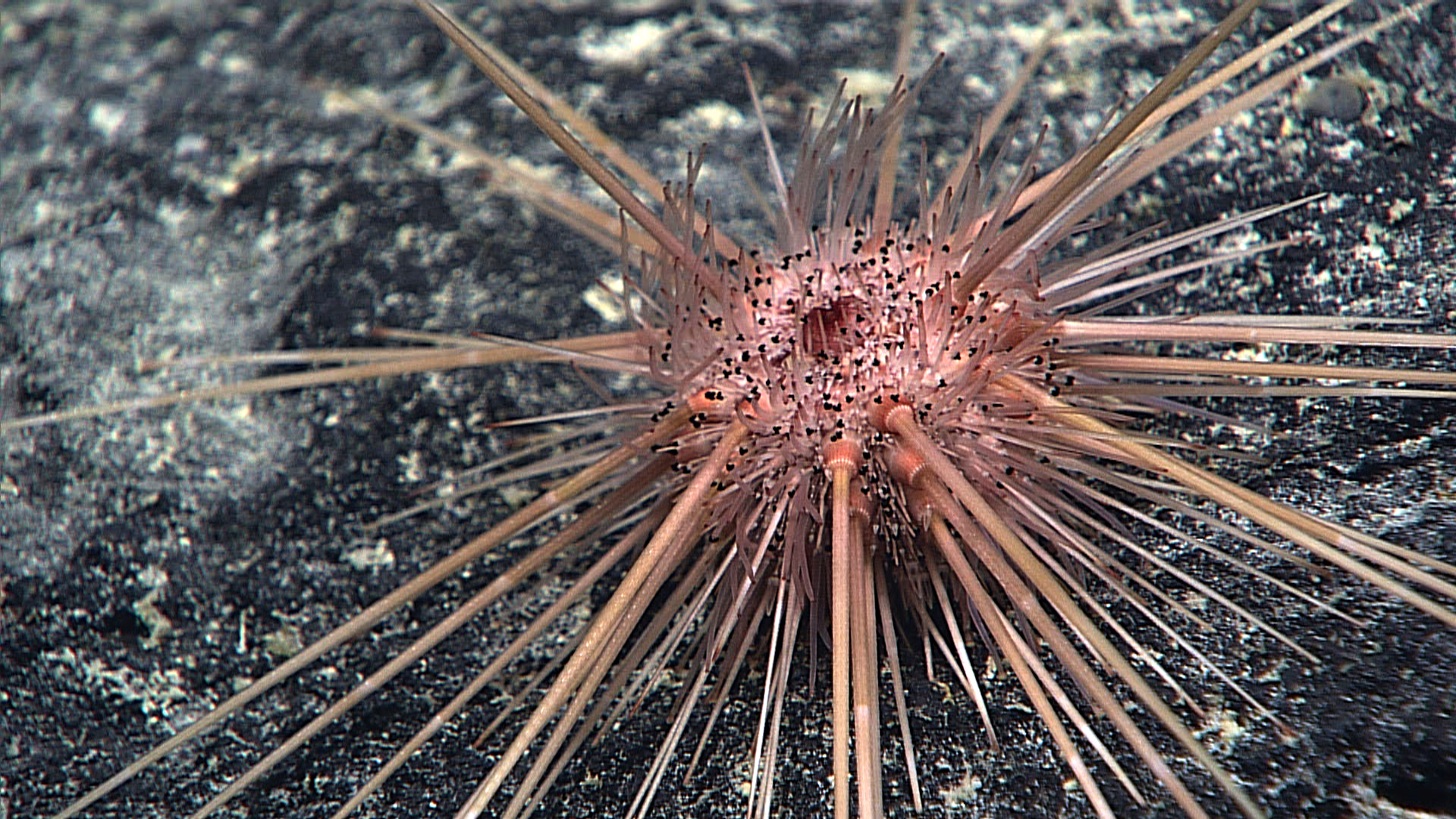
Caenopedina hawaiiensis (Pedinoida)